# Compitum Acili
Il Compitum Acili era un piccolo santuario dei Lares Compitales di epoca augustea, fatto costruire da un membro della gens Acilia, che si trovava a nord del Tempio di Venere e Roma sulla Velia a Roma.
I Romani costruivano un piccolo santuario, chiamato compitum, in corrispondenza di importanti incroci stradali o terminazioni di strade importanti, che di solito costituivano il confine di un quartiere (un vicus).
Questo santuario fu scoperto e distrutto durante i lavori per la costruzione di via dei Fori Imperiali, ma fu descritto da Guglielmo Gatti. 

## Descrizione
L'edicola si ergeva su un podio bianco rivestito di marmo alto 1,40 metri, largo 2,38 metri e profondo 2,80 metri. Si accedeva al podio tramite quattro gradini. La piccola cella era profonda solo 1,56 metri. Dall'edicola sono stati trovati un frammento di colonna e resti della trabeazione.
Come il rivestimento del piedistallo, l'edicola era di marmo bianco. La trabeazione consisteva in un architrave a due arcate la cui fascia superiore leggermente sporgente era sostenuta da una barra decoarata.
Sull'edicola è presente l'iscrizione:
[Imp(eratore) Cae]sare Augusti(!) pontif(ice) max{s}(imo) trib(unicia) potest(ate) XVIII

[imp(eratore) XIV L(ucio) Cor]nelio Sulla co(n)s(ulibu)s mag(istri) secun(di) vici compiti Acili

[3] Licinius M(arciae) Sextiliae l(ibertus) Diogenes / L(ucius) Aelius L(uci) l(ibertus) Hilarus / M(arcus) Tillius M(arci) l(ibertus) Silo
Dal riferimento ai due consoli, Augusto e Lucio Cornelio Silla, si ricava l'anno di costruzione dell'altare, ossia il 5 a.C..